# シコクヒロハテンナンショウ
シコクヒロハテンナンショウ（四国広葉天南星、学名:Arisaema longipedunculatum）は、サトイモ科テンナンショウ属の多年草。
葉はふつう1個つけ、5小葉に分裂する。葉が先に展開し、仏炎苞は遅れて開き、葉より低い位置につく。仏炎苞は小さく、緑色で隆起条はなく、口辺部は開出しないか狭く開出する。小型の株は雄花序をつけ、同一のものが大型になると雌花序または両性花序をつける雌雄偽異株で、雄株から雌株に完全に性転換する。

## 特徴
地下の球茎はよく子球をつける。植物体の高さは17-40cmになる。偽茎部は葉柄部より短く、偽茎部の葉柄基部の開口部は斜めに切れ、ふつう襟状に開出しない。葉はふつう1個、まれに2個つき、葉身は5(-7)小葉に分裂し、小葉間の葉軸はほとんど発達しない。小葉は卵形または楕円形で、長さ7-11(-20)cm、幅2.5-6(-10)cm、先端はやや長突頭になり、縁は著しい波状鋸歯縁となるがときに全縁となる。
花期は6-7月。葉が先に展開し、葉の展開時には花序は偽茎部の中に隠れている。その後、花序柄が伸びて偽茎から花序が抜き出て、開花時には仏炎苞は葉より低い位置につく。花序柄は葉柄より短く長さ7-20cm、雌花序の花序柄は明らかに短い。仏炎苞は緑色でときに紫褐色をおびて白色の条線があり、仏炎苞筒部に隆起条はなく、長さ3-5cmと他種と比べ小さく、仏炎苞口辺部は開出しないかごく狭く開出する。仏炎苞舷部は長三角形から三角状卵形で、長さ3.5-5.5cmになり、先はとがる。花序付属体は有柄で長さ7-25mm、棒状ときにやや棍棒状、先端は径1.5-4mmになる。雄株につく葯は隣どうしで合着してリング状になる。1つの子房に6-10個の胚珠がある。果実は秋に赤く熟す。染色体数は2n=28, 56。

## 分布と生育環境
日本固有種。本州の山梨県・静岡県、四国、九州の宮崎県・屋久島に点々と分布し、主に山地のブナ帯の沢沿いに生育する。
本種は、産地ごとに多少形態的な差異が認められ、山梨県三ツ峠のものは、他の産地のものより仏炎苞がやや大きく、仏炎苞舷部の幅が広く、花序付属体の先端は径2.5-6mmと太い。

## 名前の由来
和名シコクヒロハテンナンショウは、「四国広葉天南星」の意で、ヒロハテンナンショウ に似ていて、四国で発見されたことによる。大橋広好　(1963) による命名である。
種小名（種形容語）longipedunculatum は、「長い花柄の」の意味で、堀田満 (1966) による。なお、大橋広好　(1963) は、はじめ本種をヒロハテンナンショウ Arisaema robustum（当時）の変種、var. shikoku-montanum として記載発表した。

## 種の保全状況評価
絶滅危惧IB類 (EN)（環境省レッドリスト）
（2020年、環境省）

都道府県のレッドデータ、レッドリストの選定状況は次の通り。群馬県-絶滅危惧IA類（CR）、静岡県-絶滅危惧IB類（EN）、徳島県-絶滅危惧I類（EN）、愛媛県-絶滅危惧IB類（EN）、高知県-絶滅危惧IA類（CR）、熊本県-絶滅危惧IA類（CR）、大分県-絶滅危惧IB類（EN）、宮崎県-絶滅危惧IA類（CR-r,g,d）、鹿児島県-絶滅危惧I類

## ギャラリー

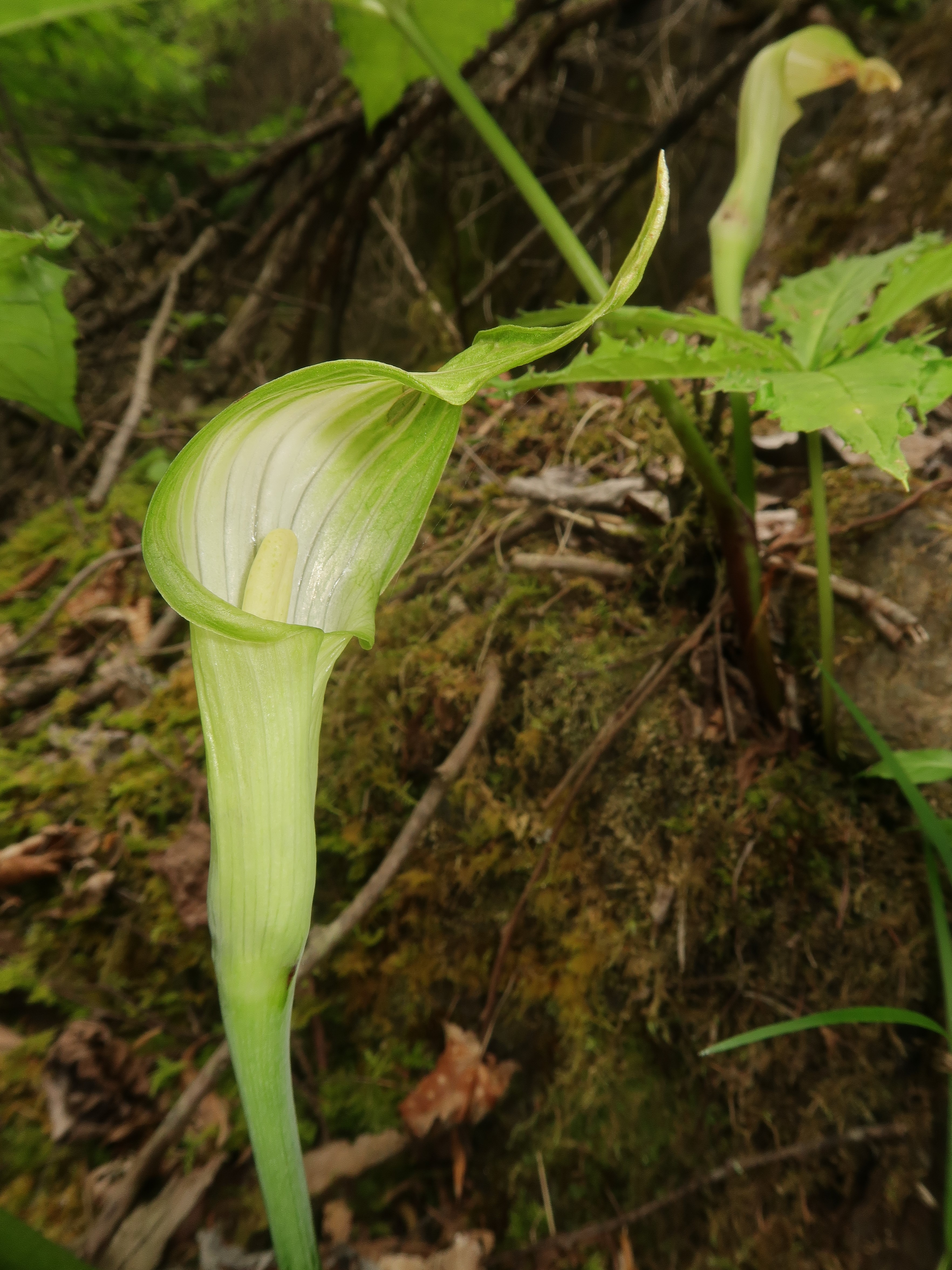
仏炎苞は緑色で白色の条線があり、仏炎苞筒部に隆起条はない。仏炎苞口辺部は開出しないか狭く開出する。
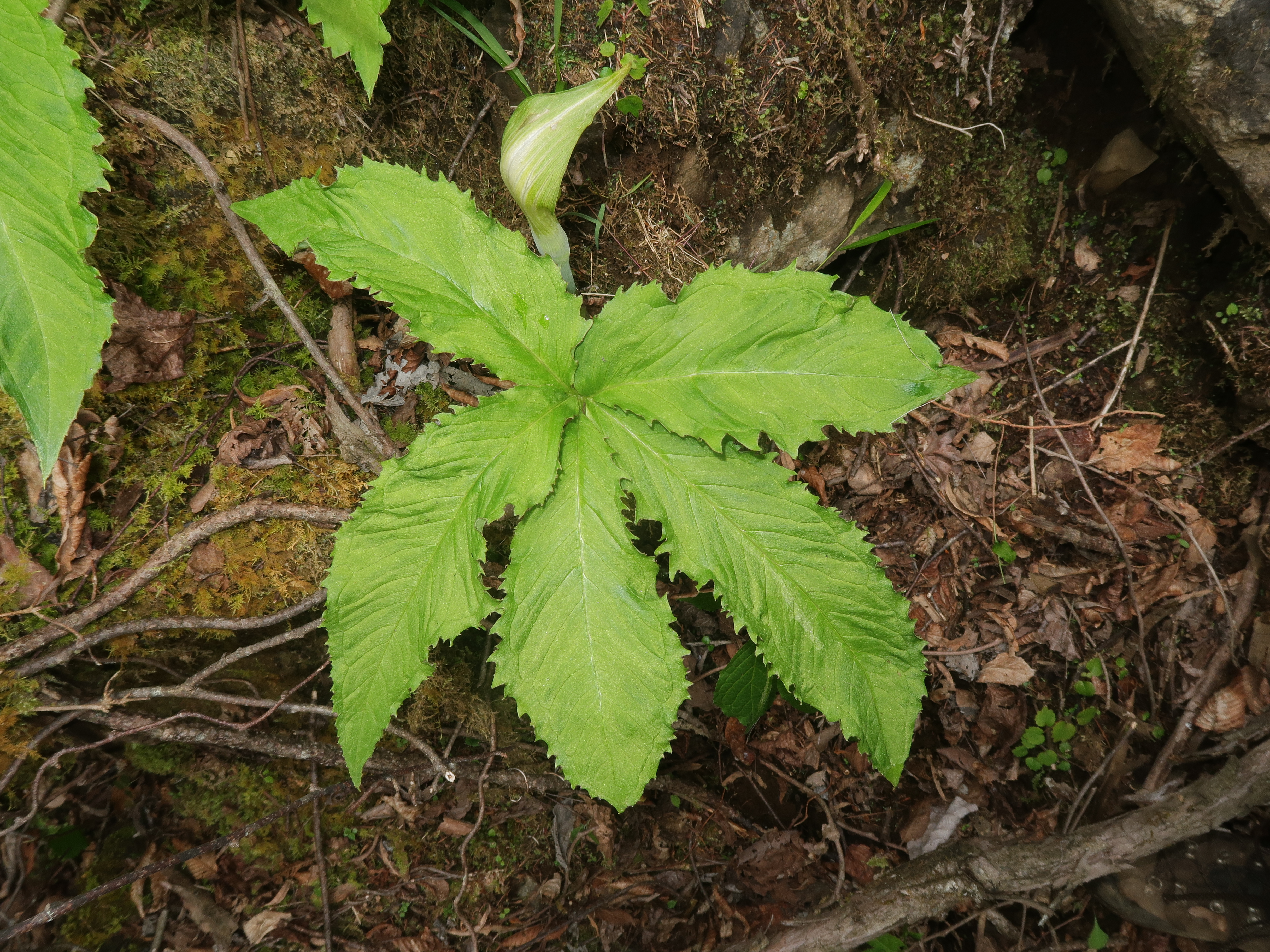
葉はふつう1個、葉身は5小葉に分裂し、小葉間の葉軸はほとんど発達しない。縁は著しい波状鋸歯縁となる。
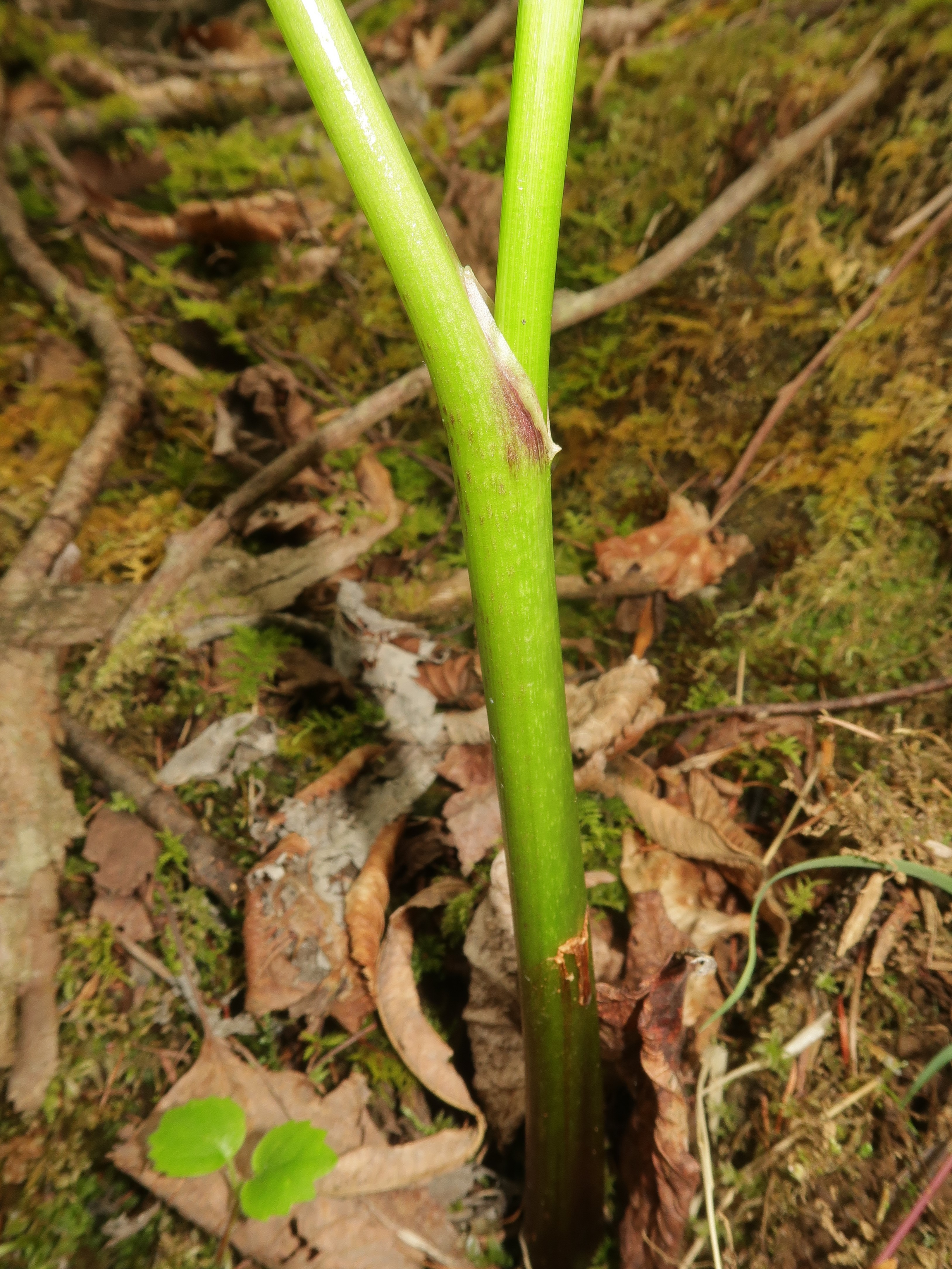
偽茎部の葉柄基部の開口部は斜めに切れ、ふつう襟状に開出しない。
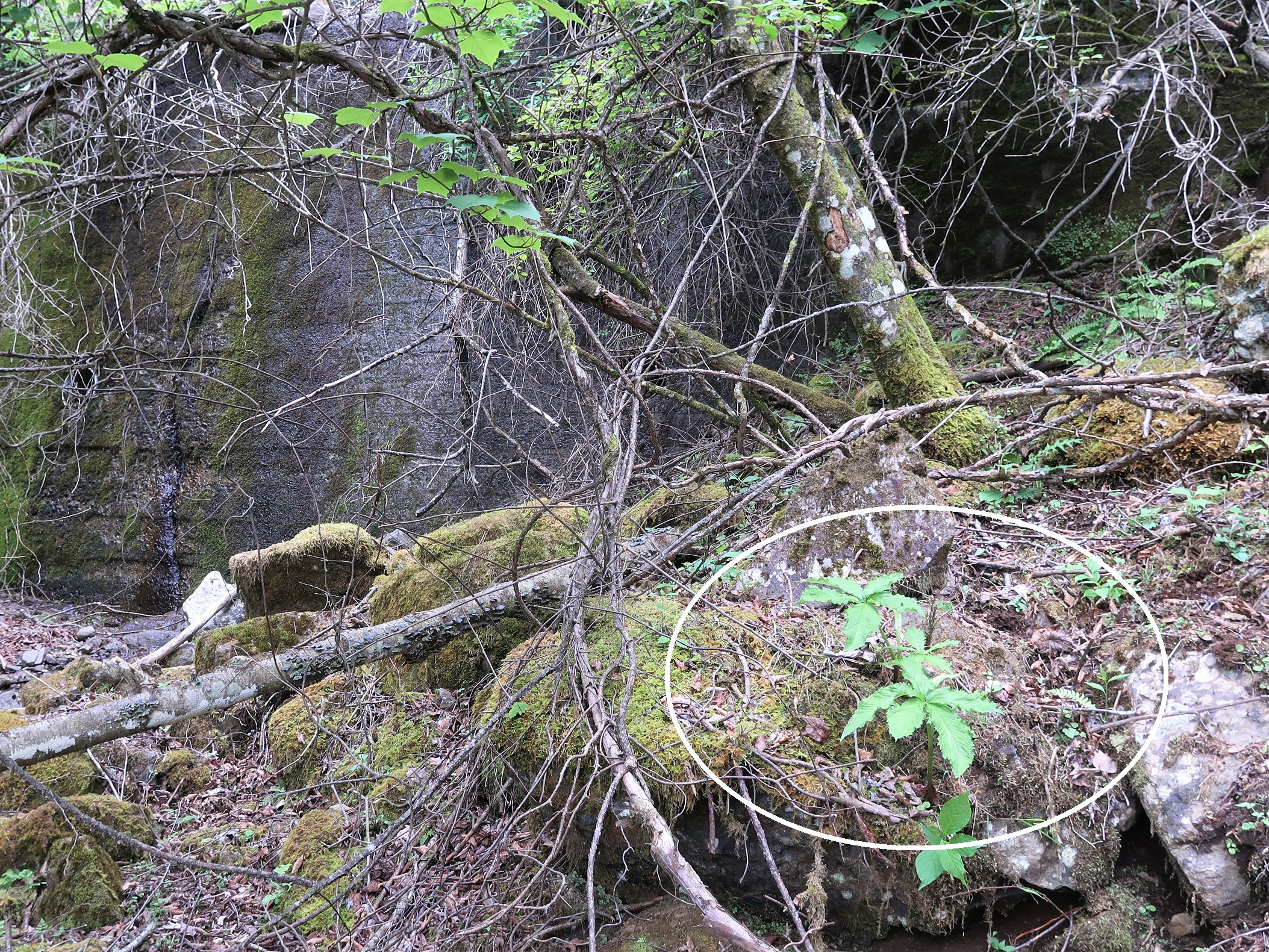
生育環境。ブナ帯の沢沿いに生育する。背後のコンクリート構造物は砂防ダム堤体。

## ヤクシマヒロハテンナンショウ
種内変種として、ヤクシマヒロハテンナンショウ Arisaema longipedunculatum M.Hotta var. yakumontanum Seriz. (1981)を区別することがある。屋久島の標高1300-1600mに産する。葉は5小葉に分裂し、中央の小葉は小葉柄があり、小葉の縁は全縁になる。基本種と比べ花序柄が葉柄よりやや長く、長さ7-32cmあって仏炎苞は葉より高い位置につく。仏炎苞は基本種より大きく、仏炎苞筒部は長さ3-5.5cm、仏炎苞舷部は卵形から三角状卵形で幅が広く、長さ4-7.5cm、幅2.5-3.8cmになる。花序付属体も太く、径3-7mmになる。変種名 yakumontanum は、「屋久島の山地の」の意味。
絶滅危惧IA類 (CR)（環境省レッドリスト）
（2020年、環境省）

鹿児島県-絶滅危惧I類

## 類似種
- ヒロハテンナンショウ Arisaema ovale Nakai (1935)[14] - 北海道、本州の福井県以北の日本海側、九州北部に分布し、葉はふつう1個で、仏炎苞は葉の下につき、仏炎苞はふつう黄緑色から緑色、隆起する白い条線が目立ち、仏炎苞口辺部は多少開出する[15]。
- イナヒロハテンナンショウ Arisaema inaense (Seriz.) Seriz. ex K.Sasamura et J.Murata (1988)[16] - 長野県、岐阜県に分布し、葉はふつう1個で、仏炎苞は葉の下につき、淡紫褐色でやや緑色を帯び、隆起する白い条線が目立つ。仏炎苞が葉に遅れて展開し、仏炎苞口辺部は狭く開出する[17]。絶滅危惧IA類(CR) [18]。国内希少野生動植物種および特定第一種国内希少野生動植物種[19]。
- ナギヒロハテンナンショウ Arisaema nagiense T.Kobay., K.Sasamura et J.Murata (2008)[20] - 兵庫県と岡山県に分布し、葉はふつう1個で、仏炎苞は紫褐色でやや緑色を帯び、隆起する白い条線が目立つ。仏炎苞が葉より早く展開し、仏炎苞口辺部は狭く開出する[21]。絶滅危惧IA類(CR) [22]。国内希少野生動植物種および特定第一種国内希少野生動植物種[19]。